# Wassyl Archypenko
Wassyl Albertowytsch Archypenko (ukrainisch Василь Альбертович Архипенко, engl. Transkription Vasyl Arkhypenko, russisch Василий Альбертович Архипенко – Wassili Albertowitsch Archipenko – Vasiliy Arkhipenko; * 28. Januar 1957 in Mykolajiwka, Oblast Donezk) ist ein ehemaliger ukrainischer Hürdenläufer, der für die Sowjetunion startete und dessen Spezialstrecke die 400-Meter-Distanz war.

## Sportliche Laufbahn
1978 gewann er Bronze bei den Europameisterschaften in Prag. Jeweils Silber errang er bei der Universiade 1979 und bei den Olympischen Spielen 1980 in Moskau.
Bei den Europameisterschaften 1982 in Athen wurde er Vierter.
Von 1977 bis 1981 wurde er fünfmal in Folge sowjetischer Meister. Seine Bestzeit von 48,34 s stellte er am 4. August 1979 in Turin auf.